# PEN-dorp
Het PEN-dorp is een voormalig kantorencomplex in Alkmaar nabij de Bergermeerpolder ontworpen als bedrijfskantoor van het Provinciaal Elektriciteitsbedrijf Noord-Holland (PEN) door architect Abe Bonnema met tuinontwerp van onder andere Mien Ruys geopend in mei 1982. 
Het complex bevond zich op een nieuw bedrijventerrein van 70.000 m², genaamd Viaanse Molen, en bood plaats aan ruim 500 medewerkers. Hiermee werd het het grootste kantoor van Alkmaar. Hoewel de naam, PEN-dorp, anders doet vermoeden, had het complex geen woonfunctie. 

## Bouwstijl
Het PEN-dorp is gebouwd in structuralistische stijl en is daarmee verwant met het werk van architecten als Herman Hertzberger, Aldo van Eyck en Piet Blom. In het structuralisme werden gebouwen ontworpen als structuren, bestaande uit herhaalde elementen, met veel aandacht voor de menselijke maat. Het PEN-dorp is eigenlijk één gebouw, maar lijkt erg op een dorp door de kleinschaligheid en de belangrijke rol van groen en buitenruimte. Bij het ontwerp werden medewerkers van PEN uitvoerig betrokken. Het complex werd voorzien van een netwerk van tuinen, patio's en dakterrassen ontworpen door Mien Ruys en Hans Veldhoen. Daarnaast bevonden er zich ook allerlei diverse werkplaatsen, instructieruimten, en een sporthal.

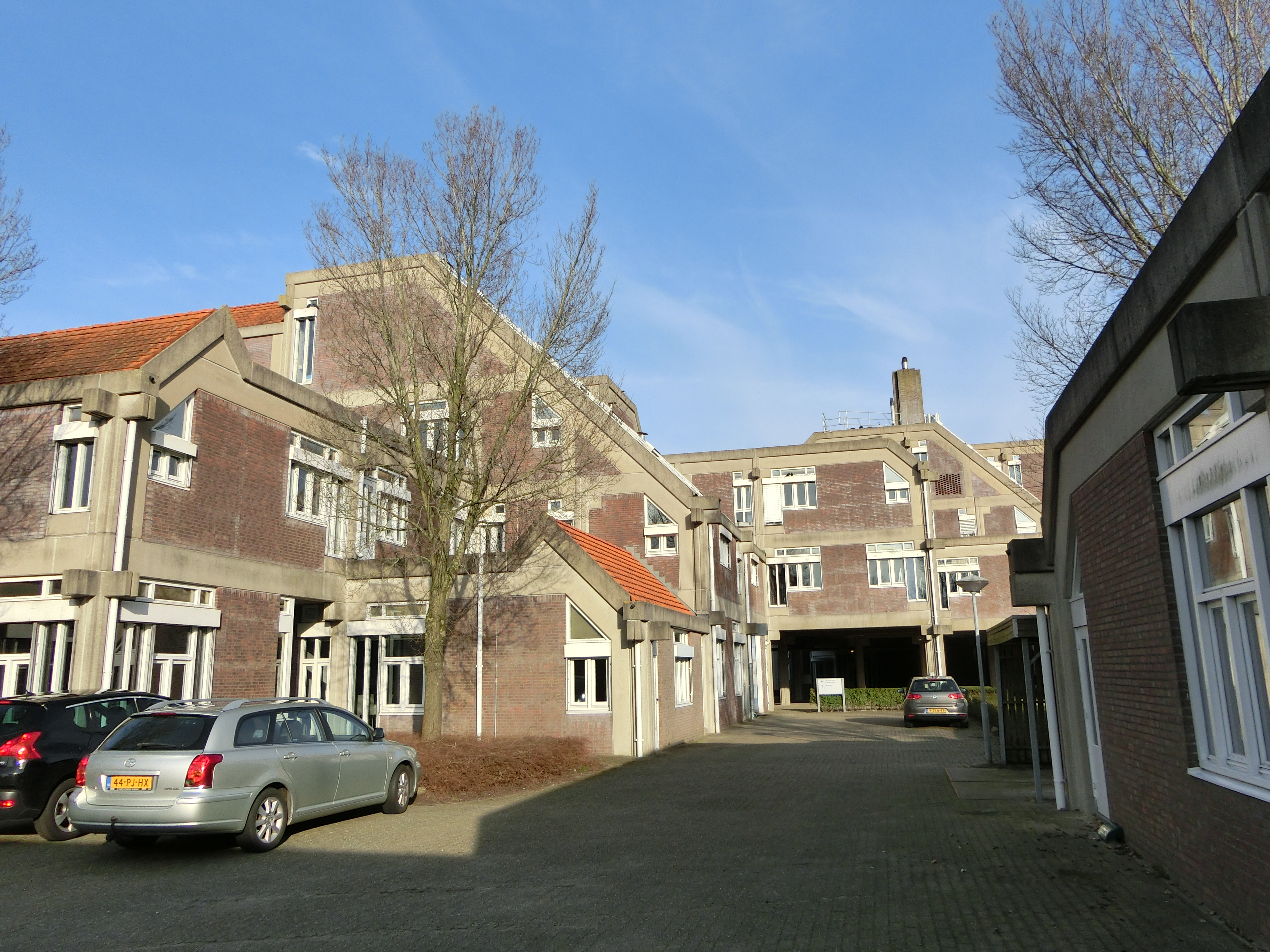
Straat in het kantorencomplex
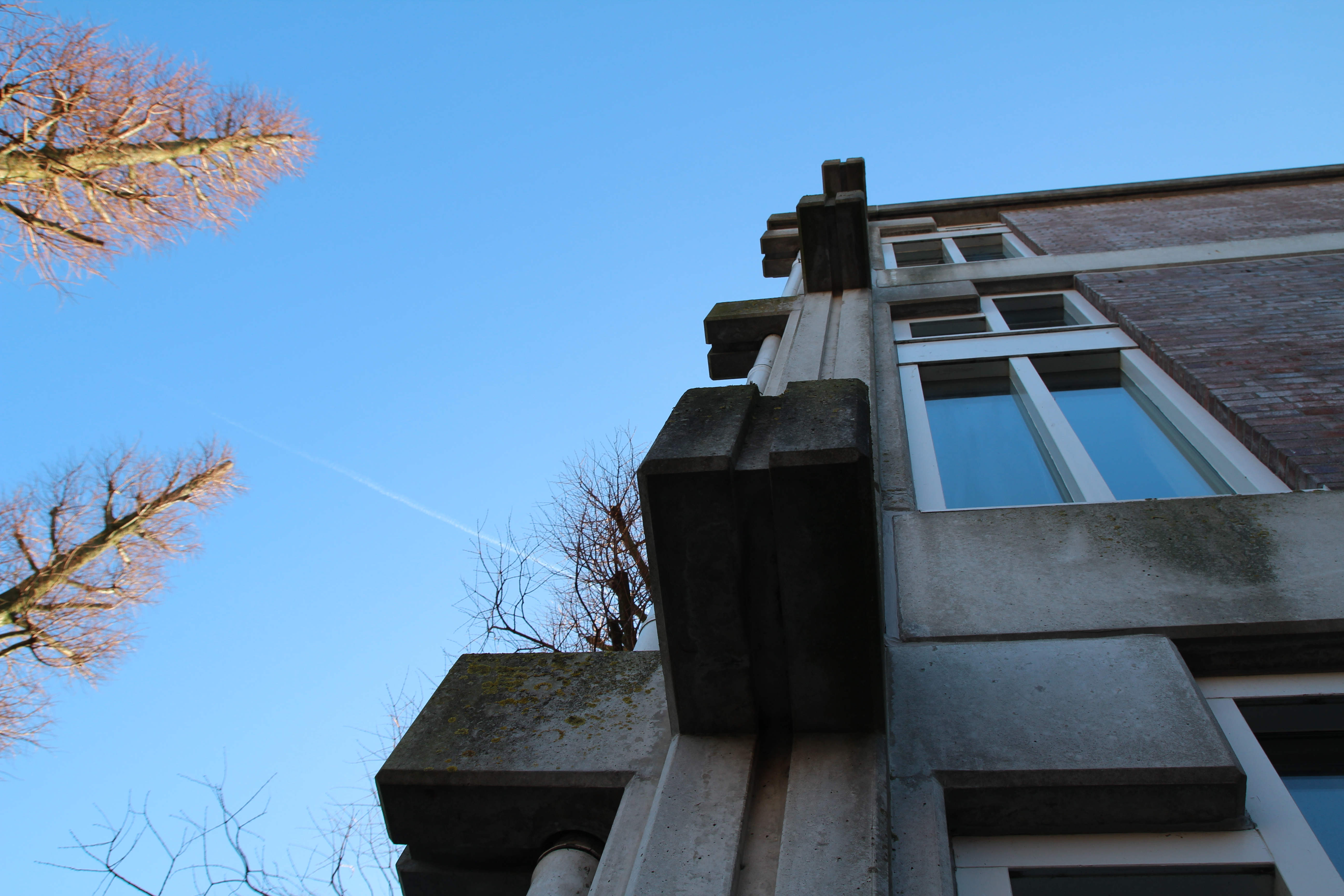
Detaillering van de gevels
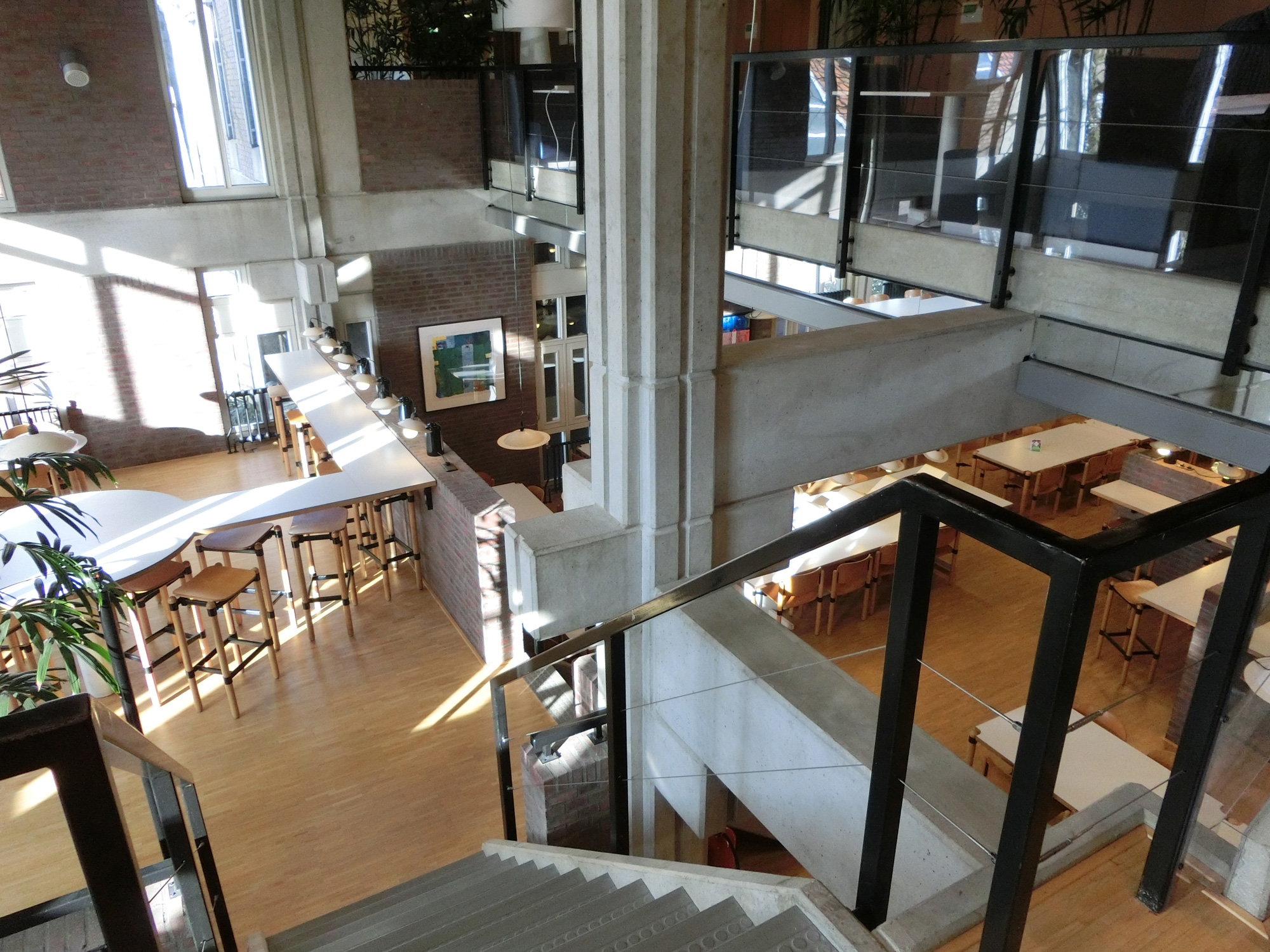
Interieur van de kantoren, met meerdere niveaus en vides
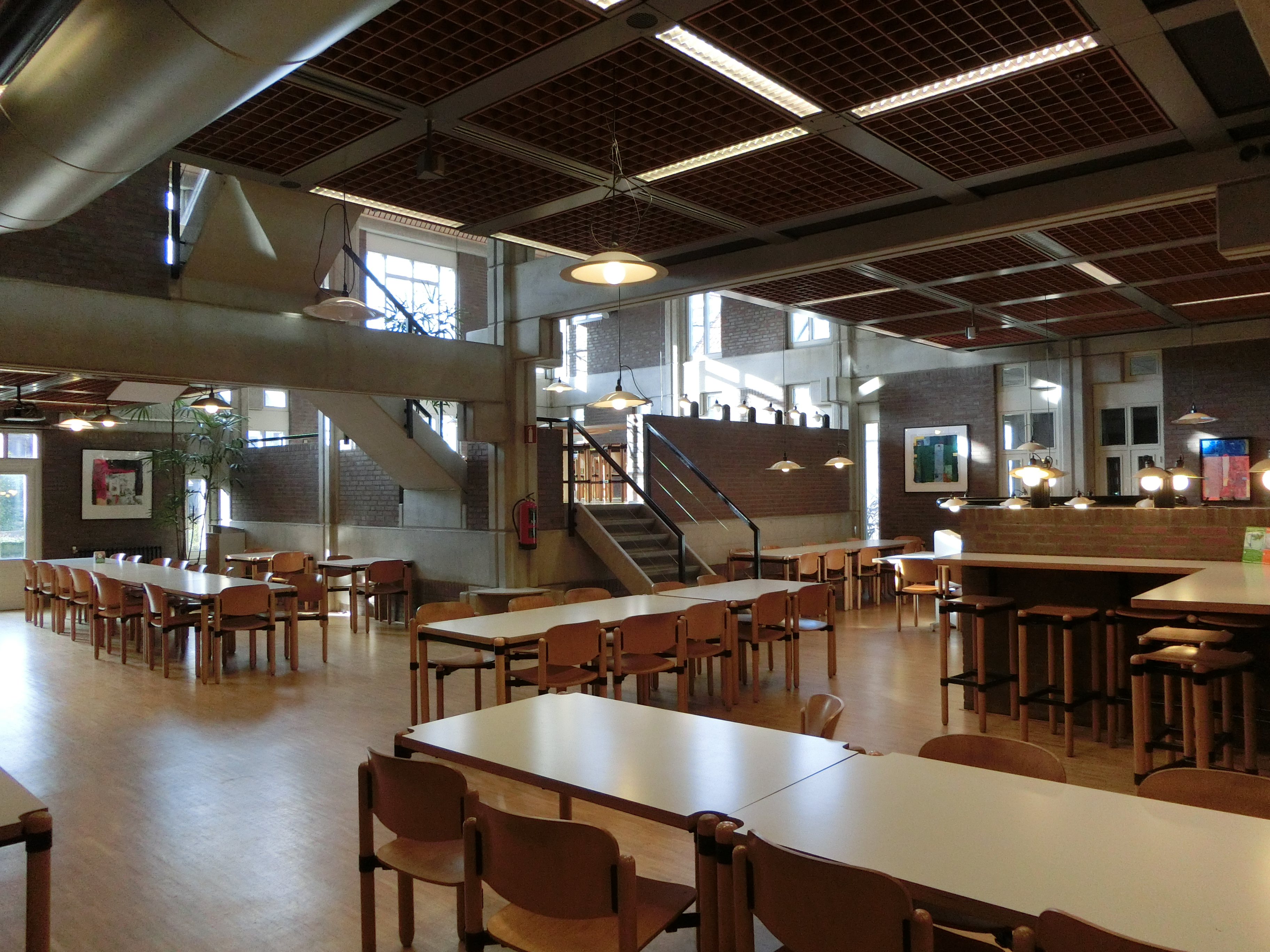
Interieur van de kantoren
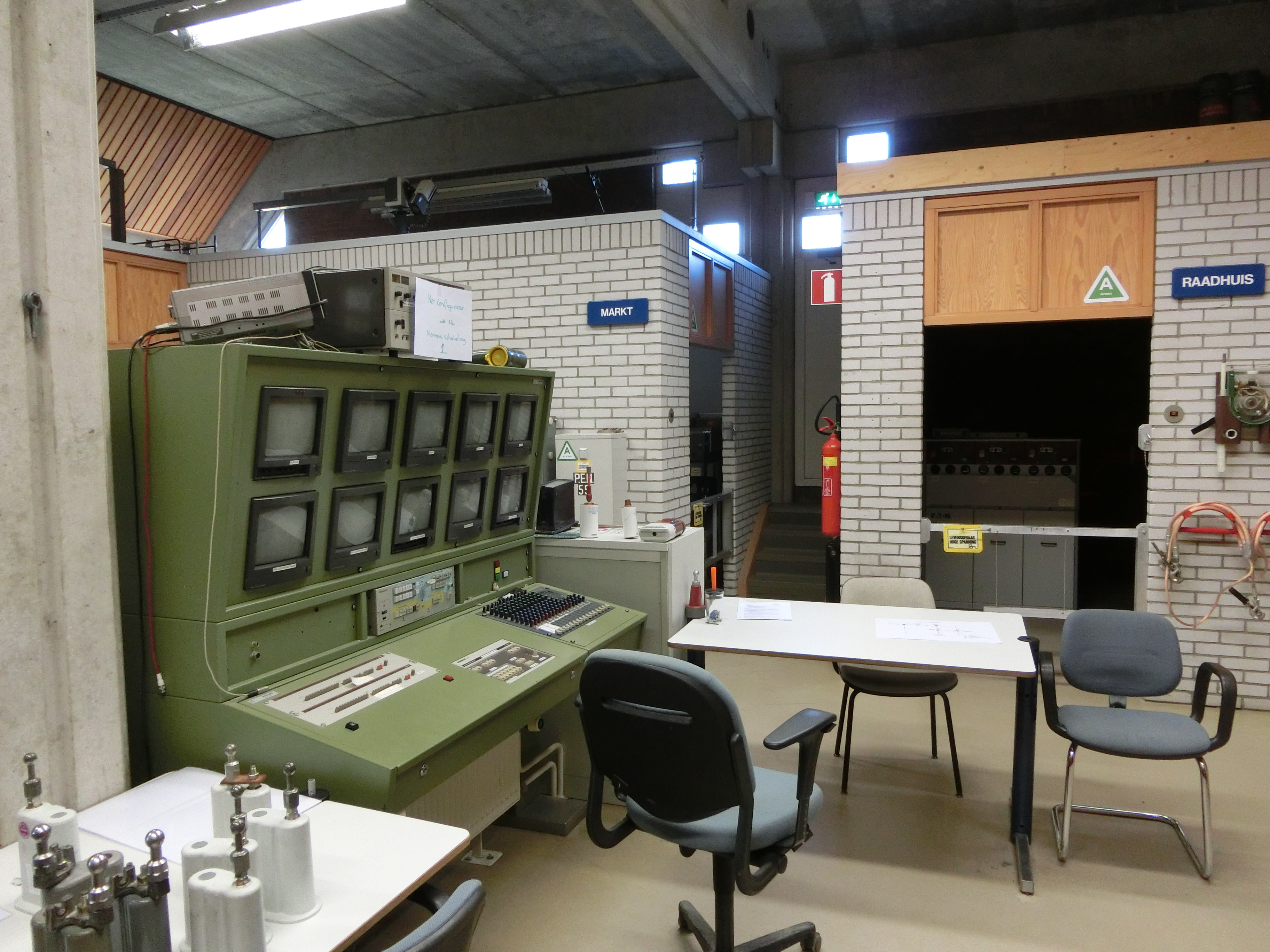
Binnenruimte met 'straatnamen'
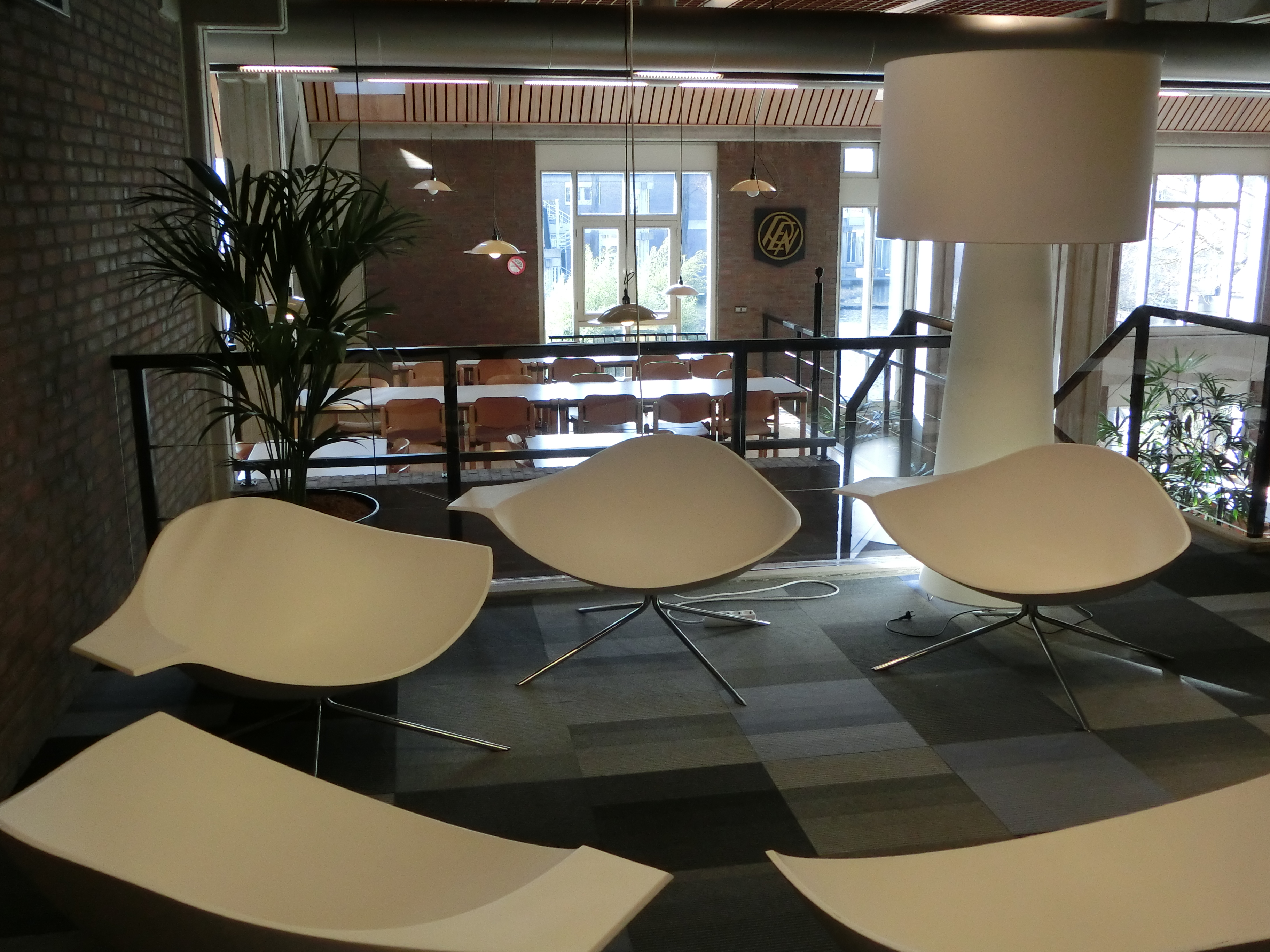
Vergaderhoek
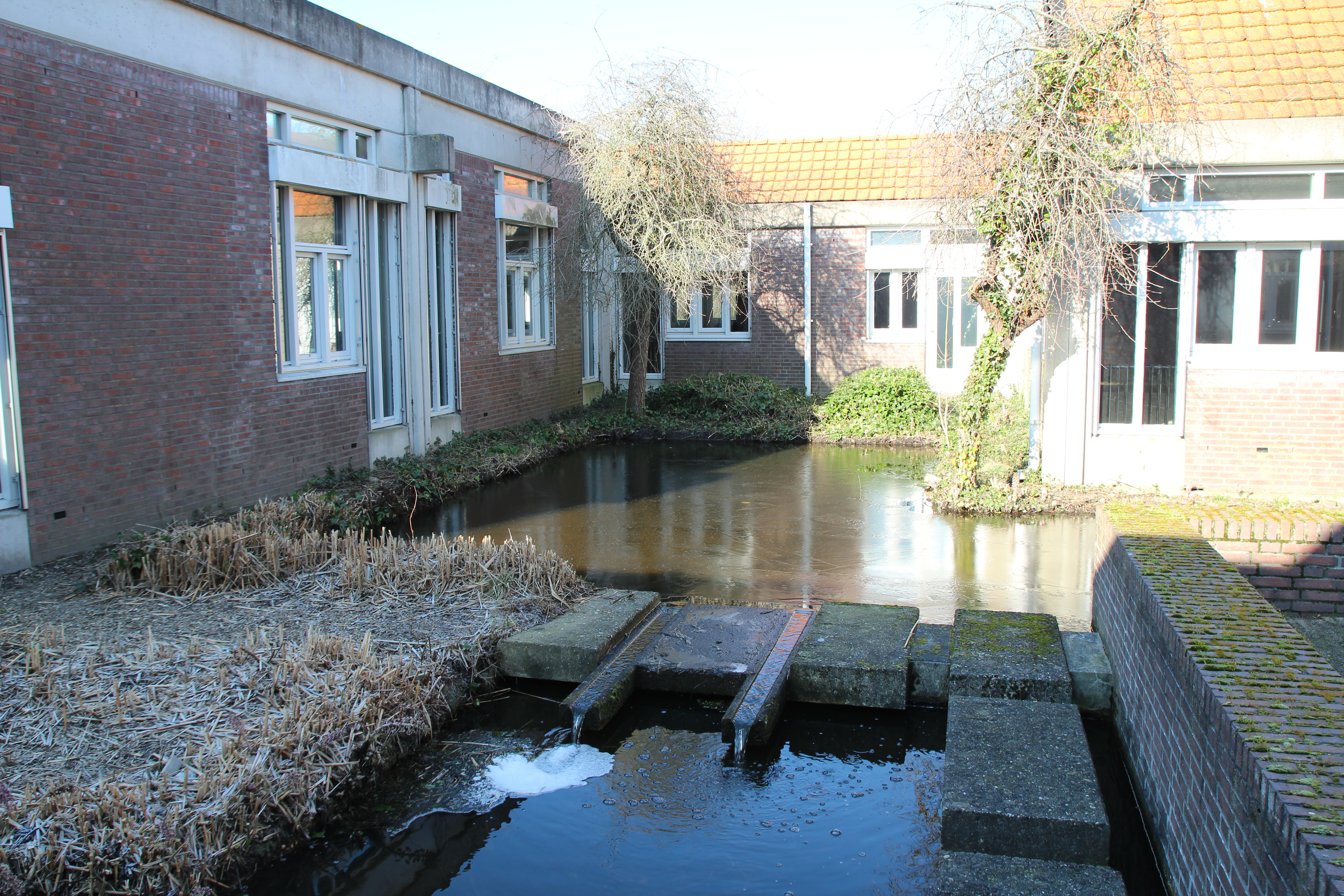
Buitenruimte: waterpartij naar ontwerp van Mien Ruys
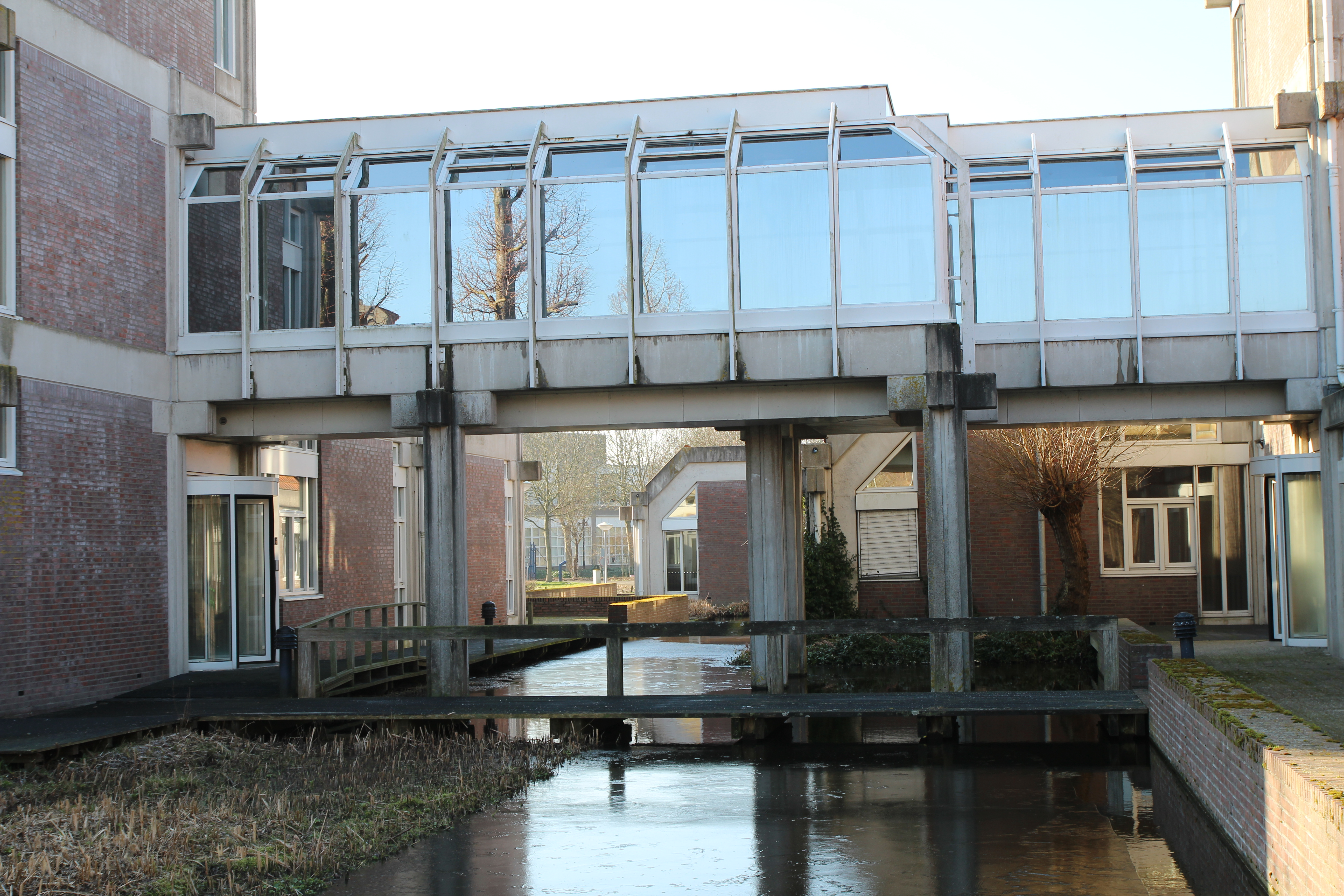
Overdekte voetgangersbrug in het complex

## Leegstand en afbraak
In de jaren 2010 stond het complex grotendeels leeg, met uitzondering van een aantal medewerkers van Liander. Het werd beheerd via antikraak. In 2018 werd het complex aangekocht door projectontwikkelaars. Verschillende partijen, waaronder het Architectuur Informatiecentrum en de Historische Vereniging Alkmaar, pleitten voor behoud en herbestemming van het complex vanwege zijn architecturale waarde, echter zonder succes. Erfgoedvereniging Heemschut benaderde minister Van Engelshoven met de vraag om het complex tot rijksmonument te benoemen; gebouwen van na 1965 konden echter nog geen rijksmonument worden.
In 2021 werd definitief besloten dat het PEN-dorp gesloopt zou worden en vervangen door nieuwbouwwoningen. Het nieuwe ontwerp voor de wijk, met 500 woningen, werd toegewezen aan architectenbureau De Zwarte Hond, dat de filosofie van de oorspronkelijke architect Bonnema voortzet. Ook de tuinen naar ontwerp van Mien Ruys worden naar verluidt (deels) behouden.